# Неф, Танги
Танги Неф (фр. Tanguy Nef; род. 19 ноября 1996, Женева) — швейцарский горнолыжник, серебряный призёр чемпионата мира 2025 года. Специализируется в слаломных дисциплинах.

## Карьера
Танги Неф изучал информатику, а также экономику в Дартмутском колледже. Выступает за Швейцарский академический лыжный клуб Женевы.
Свои первые гонки на международных стартах он провёл в пятнадцатилетнем возрасте. 18 ноября 2018 года Неф дебютировал на этапе Кубка мира в Леви и сразу же занял 11-е место в слаломе. В январе следующего года показал еще один лучший результат, заняв 13-е место в Загребе, и прошёл квалификацию на чемпионат мира в Оре. На первенстве планеты в слаломе занял итоговое 29-е место.
17 ноября 2024 года в слаломе в Леви Танги показал свой лучший результат на сегодняшний день на этапах Кубка мира, заняв пятое место. Позже, 19 января 2025 года, смог еще раз превзойти этот результат, заняв четвертое место в Венгене. На чемпионате мира в Зальбахе выиграл серебряную медаль в паре Алексисом Монне в командной комбинации.

### Чемпионаты мира
| Чемпионат мира | Скоростной спуск | Супергигант | Гигантский слалом | Слалом | Командная комбинация | Команды |
| -------------- | ---------------- | ----------- | ----------------- | ------ | -------------------- | ------- |
| 2019 Оре       | —                | —           | —                 | 29     | —                    | —       |
| 2025 Зальбах   | —                | —           | —                 | —      | 2                    | —       |